# تپه طاقچه و بوقچه
تپه طاقچه و بوقچه مربوط به سده‌های اولیه دوران‌های تاریخی پس از اسلام است و در شهرستان مشگین‌شهر، بخش مرکزی، دهستان مشکین شرقی، روستای لگران واقع شده و این اثر در تاریخ ۱۲ دی ۱۳۸۶ با شمارهٔ ثبت ۲۰۳۱۴ به‌عنوان یکی از آثار ملی ایران به ثبت رسیده است.